# Anschlag in Kabul am 8. Mai 2021
Der Anschlag in Kabul am 8. Mai 2021 war ein Sprengstoffanschlag auf eine Schule im Stadtteil Dascht-i Bartschi von Kabul, der Hauptstadt Afghanistans. Beim Anschlag wurden über 80 Personen getötet, zumeist Schülerinnen.

## Hintergrund
Der Stadtteil Dascht-i Bartschi wird mehrheitlich von schiitischen Hazara bewohnt, das Viertel wird regelmäßig von Anschlägen des IS getroffen. 2018 starben bei einem Bombenanschlag auf einen Wrestlingclub 34 Menschen, im Mai 2020 überfielen Terroristen die Geburtsstation eines Krankenhauses und ermordeten 24 Personen, unter den Toten befanden sich auch Mütter mit ihren Neugeborenen. Ein Anschlag auf ein Unterrichtszentrum im Oktober 2020 forderte 24 Tote und 70 Verletzte. Der IS betrachtet die schiitischen Hazara als Ketzer. Hazara werden auch von den Taliban verfolgt, die sich gegen ihre Bildung, insbesondere für Mädchen, aussprechen.

## Anschlag
Vor dem Eingang der Schule Sjed Al-Schahda explodierte eine Autobombe. Als viele Schüler panisch das Schulgebäude verließen, detonierten zwei weitere Sprengsätze. Da in der Schule Jungen und Mädchen in separaten Schichten unterrichtet werden, befanden sich zum Zeitpunkt des Anschlags ausschließlich weibliche Schüler in dem Gebäude.
Eine der verletzten Schülerinnen berichtete, zum Zeitpunkt der ersten Explosion das Schulgebäude verlassen zu haben. Zehn Minuten später sei eine weitere Bombe und etwa eine Minute danach ein dritter Sprengsatz explodiert. Die Schülerinnen seien desorientiert gewesen und hätten geschrien, auf dem Hof hätten Trümmer und persönliche Gegenstände gelegen.

## Opfer
Die Anzahl der Opfer wurde zunächst mit 58 Toten angegeben, einen Tag später waren zehn Opfer im Krankenhaus verstorben, sodass die Anzahl der Todesopfer auf 68 anstieg. In den Tagen danach erhöhte sich die Todesopferzahl auf mindestens 80. 165 weitere Personen wurden verwundet. Die Mehrheit der Opfer waren Schülerinnen im Alter von 11 bis 15 Jahren.

## Folgen und Reaktionen

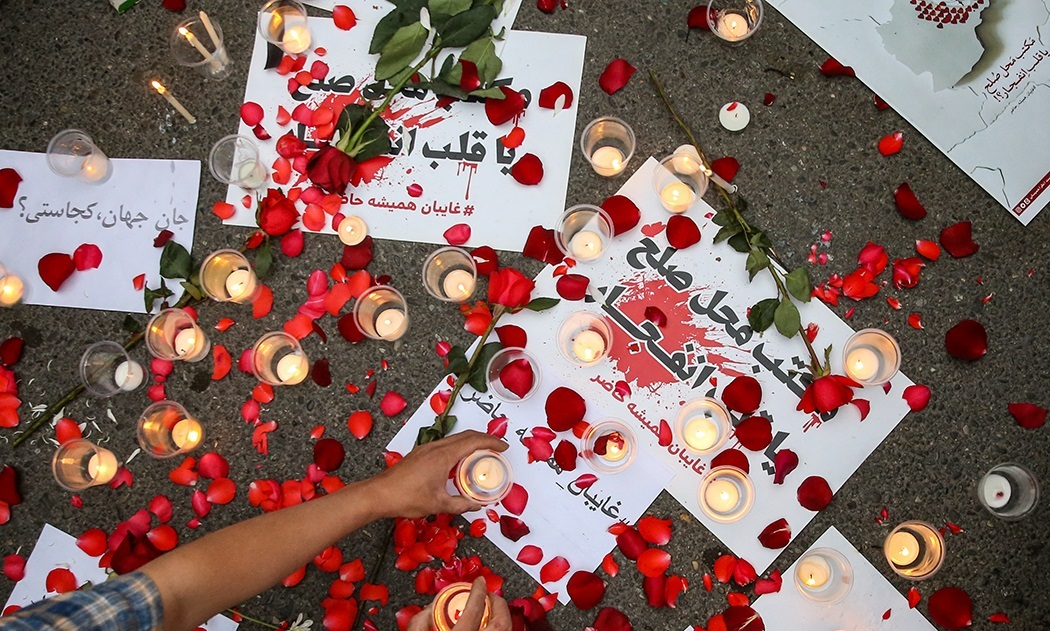
Gedenken an die Opfer vor der afghanischen Botschaft in Teheran, Iran

Der afghanische Präsident Aschraf Ghani beschuldigte die Taliban, Schuld an der steigenden Gewalt im Land zu sein.
Zabiullah Mujahid, ein Sprecher der Taliban, verurteilte den Terrorakt und warf dem Islamischen Staat vor, für den Anschlag verantwortlich zu sein. Außerdem beschuldigte er Afghanistans Geheimdienst der Komplizenschaft mit dem IS.
Angehörige der Opfer warfen der Regierung vor, sich nicht um den Schutz der Bevölkerung zu kümmern, der Staat habe erst nach dem Anschlag gehandelt und nicht davor. Laut Augenzeugen dauerte es mindestens eine Stunde, bis Polizei, Rettungs- und Geheimdienste den Tatort erreicht hatten, die aufgebrachte Menge griff daraufhin Krankenwagen und Polizeifahrzeuge an. Viele der Bewohner machten den Präsidenten für den Angriff verantwortlich und skandierten gegen Regierung und Sicherheitskräfte.